# Telecable Benelux B.V.
Telescreen (ou Telescreen BV, plus connue sous le nom de Telecable Benelux B.V.) est une société de production télévisuelle néerlandaise qui a produit plusieurs séries télévisées destinées aux enfants comme les Miffy, Moomin et Alfred J. Kwak depuis 1983.

## Historique
Telescreen B.V. est fondé en 1983 sous le nom de Telecable Benelux BV par Dennis Livson et Jos Kaandorp. En 1994, le nom de Telecable Benelux B.V. est changé en Telescreen B.V.
En 1998, Palm Plus Produkties devient une holding de Telescreen. Depuis décembre 2008, Telescreen fait partie du groupe allemand m4e.

## Production
- Bof ! (1987-1988)
- Alfred J. Kwak (1989–1990)
- La Planète aux étoiles (1989)
- Caliméro et ses amis (1992-1994)
- Lizzie McGuire (2003)
- Moomin (1990–1991)
- Cubitus (1988–1989)
- Yellow Giraffe (2003)